# Kevin Johnson (Sänger)
Kevin Johnson (* 3. Juli 1942 in Rockhampton, Queensland) ist ein australischer Sänger und Songwriter. Weltweit bekannt gemacht hat ihn Mitte der 1970er Jahre sein Lied Rock ’n Roll (I Gave You the Best Years of My Life).

## Biografie
Johnson begann seine Karriere in seiner Heimatstadt bei einer Band namens The Candymen. In seiner Freizeit schrieb er Songs, die ihm einen Vertrag bei einem Musikverlag einbrachten.
Später zog Johnson nach Sydney um, wo er seine ersten Singles, darunter Woman You Took My Life (1968), veröffentlichte. 1969 nahm er seine erste LP In the Quiet Corners of My Mind auf. 1971 ging er auf seine erste Australien-Tournee. In diesem Jahr gelang ihm mit der zweiten Single, Bonnie Please Don’t Go (She’s Leaving), in seiner Heimat der Durchbruch – der Song kletterte auf Platz 15 der australischen Charts, eine Coverversion von Jim Ed Brown wurde ein Erfolg in den Countrymusik-Charts in den USA.
1973 veröffentlichte er seinen Song Rock ’n Roll (I Gave You the Best Years of My Life). Die Single stieg auf Platz 4 in den Charts und kam im Laufe der nächsten zwei Jahre auch in den USA, in Großbritannien (dort 1975 auf Jonathan Kings UK Records) und vielen Ländern Europas in die Hitparaden. Der Song ist seither von vielen Künstlern in aller Welt gecovert und mehrere zehn Millionen Mal verkauft worden. Er war auch auf Kevins gleichnamiger zweiter LP zu hören. Der Liedermacher Hannes Wader schrieb eine deutsche Version davon, die er unter dem Titel Damals auf seinem Album Glut am Horizont (1985), veröffentlichte. 1975 ging Johnson als Vorprogramm von Roberta Flack auf Australien-Tournee.
Erst 1976, nach Veröffentlichung seiner dritten LP A Man of the 20th Century, gab er Konzerte auch außerhalb Australiens; er ging auf eine Tournee durch Europa und trat unter anderem auch in Deutschland und der Schweiz auf.
Seither hat Johnson viele bekannte Songs geschrieben, die er selbst auf einer Reihe von Alben aufgenommen hat, die aber auch von so unterschiedlichen Künstlern wie Cliff Richard, Des O’Connor, Gary Glitter, Harry Chapin, Joe Dassin, John Leyton, Mac Davis, Roger Whittaker, Sonny Curtis, Terry Jacks, The Cats, Tom Jones, Travis Tritt oder Val Doonican gecovert wurden. Jürgen von der Lippe hat auf seinem Debüt-Album („Nicht am Bär packen!“) eine deutsche Version unter dem Titel „Rock'n Roll, du hast mich nie geliebt“ veröffentlicht.
Auch im Bereich Film ist Kevin Johnson aktiv gewesen; er schrieb die Musik zu Dschungeltrip ins Chaos mit Sally Kellerman (1987), zu Fatal Bond – Das tödliche Prinzip Zufall mit Linda Blair (1992 – in diesem Film hat Johnson auch einen Kurzauftritt) und zu dem australischen Fernsehfilm The Finder (2001).
In der zweiten Hälfte der 1970er und in den 1980er Jahren war Johnson regelmäßiger Gast in Fernsehshows in Australien und Europa. Den Titel „Rock & Roll, I Gave You the Best Years of My Life“ präsentierte er u. a. 1979 live mit dem Jochen Brauer Sextett in der TV-Sendung Die Montagsmaler (bei der auch Chris Howland und Roy Black teilnahmen). In Deutschland nahm er 1982 zwei Lieder mit James Last auf, My Bonnie Lies Over the Ocean und Rolling Home, die auf Lasts LP Nimm mich mit Käpt’n James auf die Reise erschienen und am 16. September 1982 in der gleichnamigen Fernsehshow des ZDF von ihm vorgetragen wurden. Im selben Jahr trat Kevin Johnson im Show-Express des ZDF auf, welcher am 9. September 1982 live aus der Freiheitshalle in Hof ausgestrahlt wurde. Kevin Johnson sang im Rahmen dieser Sendung die Songs Rock ’n Roll (I Gave You the Best Years of My Life) und Night Rider.

## Diskografie

### Alben
- 1969: In the Quiet Corners of My Mind
- 1974: Rock & Roll, I Gave You the Best Years of My Life
- 1976: A Man of the 20th Century
- 1978: Journeys
- 1979: The Best of Kevin Johnson (Kompilation)
- 1980: Kevin Johnson – Profile (Kompilation)
- 1980: Night Rider
- 1985: In the Spirit of the Times
- 1996: The Sun Will Shine Again
- 2006: Songs from a Troubled World
- 2019: The Devil Found Work

### Singles
- 1967: Hayman Island
- 1968: Woman You Took My Life
- 1970: It Was Good While It Lasted
- 1971: Bonnie Please Don’t Go (She’s Leaving)
- 1971: All Our Favourite Songs
- 1973: Rock ’n Roll (I Gave You the Best Years of My Life)
- 1974: Kedron Brook
- 1975: Man of the 20th Century
- 1975: Someday Sam
- 1976: Over the Hills and Far Away
- 1976: Grab the Money and Run (Charthit in Irland)
- 1977: All I Ever Needed
- 1979: Next Plane to New Mexico
- 1979: Paraguayan Sunset
- 1979: Shaney Boy
- 1980: He Was Just a Boy
- 1981: Night Rider
- 1982: Reasons
- 1984: Hard Act to Follow
- 1985: Night Comes
- 2015: In a Field in France

## Auftritte im deutschsprachigen Fernsehen

### Auftritte im deutschen Fernsehen
- Die Aktuelle Schaubude (NDR) vom 6. November 1976
- M.O.T. (Music On Top) (NDR) vom 15. November 1976
- Fernsehtheater Special (HR) vom 26. Juni 1977
- Plattenküche (WDR) vom 23. August 1977
- Die Aktuelle Schaubude (NDR) vom 3. September 1977
- Pop 77 (SWR) vom 18. September 1977
- Drehscheibe (ZDF) vom 27. Oktober 1977[2]

- Pop Session (SWR) vom 24. Februar 1978
- Drehscheibe (ZDF) vom 20. Februar 1979
- Cafe in Takt (NDR) vom 22. Februar 1979
- Montagsmaler (SWR) vom 3. April 1979
- Telespiele (SWR) vom 26. Mai 1981
- Show-Express (ZDF) vom 9. September 1982
- Nimm mich mit Käpt’n James auf die Reise (ZDF) vom 16. September 1982

### Auftritte im Österreichischen Fernsehen
- Okay (ORF) vom 26. September 1982

### Auftritte im Schweizer Fernsehen
- Musik & Gäste (Schweizer Fernsehen) vom 18. Oktober 1976
- Fernseh-Kleintheater (Schweizer Fernsehen) vom 20. November 1976
- Fernseh-Kleintheater (Schweizer Fernsehen) vom 17. Juni 1977
- Musik & Gäste (Schweizer Fernsehen) vom 29. August 1977
- Musik & Gäste (Schweizer Fernsehen) vom 26. Juni 1982